# العلاقات الأندورية الساموية
العلاقات الأندورية الساموية هي العلاقات الثنائية التي تجمع بين أندورا وساموا.

## مقارنة بين البلدين
هذه مقارنة عامة ومرجعية للدولتين:
| وجه المقارنة                                              | أندورا                                                     | ساموا                        |
| --------------------------------------------------------- | ---------------------------------------------------------- | ---------------------------- |
| المساحة (كم2)                                             | 468                                                        | 2.84 ألف                     |
| عدد السكان (نسمة)                                         | 76.18 ألف                                                  | 196.44 ألف                   |
| الكثافة السكانية (ن./كم²)                                 | 16.28 ألف                                                  | 69.17                        |
| العاصمة                                                   | أندورا لا فيلا                                             | أبيا                         |
| اللغة الرسمية                                             | اللغة الكتالونية                                           | لغة إنجليزية، اللغة الساموية |
| العملة                                                    | يورو                                                       | تالا ساموي                   |
| الناتج المحلي الإجمالي (بليون دولار)                      | 3.01 مليار                                                 | 856.63 مليون                 |
| الناتج المحلي الإجمالي (تعادل القوة الشرائية) بليون دولار |                                                            | 1.15 مليار                   |
| الناتج المحلي الإجمالي الاسمي للفرد دولار أمريكي          |                                                            | 3.94 ألف                     |
| الناتج المحلي الإجمالي للفرد دولار أمريكي                 |                                                            | 5.79 ألف                     |
| مؤشر التنمية البشرية                                      | 0.858                                                      | 0.702                        |
| رمز المكالمات الدولي                                      | +376                                                       | +685                         |
| رمز الإنترنت                                              | .ad                                                        | .ws                          |
| المنطقة الزمنية                                           | ت ع م+01:00، توقيت وسط أوروبا، ت ع م+02:00، أوروبا/أندورا ‏ | ت ع م+13:00                  |

## منظمات دولية مشتركة
يشترك البلدان في عضوية مجموعة من المنظمات الدولية، منها:
| علم المنظمة | اسم المنظمة                   | تاريخ انضمام أندورا | تاريخ انضمام ساموا |
| ----------- | ----------------------------- | ------------------- | ------------------ |
|             | منظمة الشرطة الجنائية الدولية | ?                   | ?                  |
|             | الأمم المتحدة                 | 28 يوليو 1993       | 15 ديسمبر 1976     |
|             | منظمة حظر الأسلحة الكيميائية  | ?                   | ?                  |
|             | يونسكو                        | 20 أكتوبر 1993      | 3 أبريل 1981       |
|             | الاتحاد الدولي للاتصالات      | 12 نوفمبر 1993      | 7 أكتوبر 1988      |

## وصلات خارجية
- موقع وزارة الخارجية الأندورية